# Juan Carlos Cacho
Juan Carlos Cacho (Cidade do México, 3 de maio de 1982) é um futebolista profissional mexicano que atua como atacante.

## Carreira
Juan Carlos Cacho integrou a Seleção Mexicana de Futebol na Copa América de 2007.

## Títulos
Seleção Mexicana
- Copa América de 2007: 3º Lugar